# Cylindroniscus maya
Cylindroniscus maya là một loài chân đều trong họ Trichoniscidae. Loài này được Rioja miêu tả khoa học năm 1958.